# لابير (نيويورك)
لابير (بالإنجليزية: Lapeer, New York)‏ هي بلدة أمريكية تقع في الولايات المتحدة في مقاطعة كورتلاند، نيويورك. يقدر عدد سكانها بـ 767 نسمة ومساحتها 65.2 كم2 وترتفع عن سطح البحر 430 متر.